# 多輝子ちゃん
「多輝子ちゃん」（たきこちゃん）は、辻内智貴作の日本の小説。2000年に太宰治賞を受賞した。
単行本『青空のルーレット』に所収されている。

## あらすじ
16歳、高校生の多輝子は、酒屋で働く少年を見て恋をする。そのため、｢不良｣と呼ばれるような姿となってしまった。両親は、そんな娘を心配し、少年との恋を認めてはくれなかった。しかし、そんなことは気にせず、2人は恋を育んでいった。
しかし、ある日突然事故で少年が亡くなってしまう。その悲しみで多輝子の心は閉ざされ、死のうとまで考えてしまった。そんな彼女の耳に1つの歌が聞こえる。

## 登場人物
多輝子
16歳。私立高校に通う少女。笑顔がとても愛らしく、生まれ育った町を愛している。少年に恋をしたため不良のようになってしまった。少年を亡くし、悲しみのどん底の中にいるとき、1つの歌に救われる。
少年
18歳。母と二人暮らし。真面目な性格。兄とも父とも音信不通で、体を壊した母のために、高校をやめて酒屋で働いている。多輝子と恋を育むも、事故にあって死んでしまう。
多輝子の両親
不良のようになってしまった娘を心配し、少年との恋に反対する。
多輝子の妹
多輝子より2つ下。姉のいない食卓が嫌い。
絵美
多輝子の中学時代の同級生。背が高く、顔立ちも大人っぽい。中学を出てから、酒場で働いていた。
ある歌手
1人の歌手。多輝子を救った歌を歌っていた。しかし、その歌が世に出ることはなかった。
井上
放送局の制作部の人。大柄な男。多輝子にその歌手の歌が入ったテープを渡す。
戸田
ある歌手のマネージャーだった男。多輝子にその歌手のことを話す。
多輝子の夫
多輝子の父の部下。誠実で良さそうな人。
多輝子の娘
長女は7歳、次女は5歳。長女は、7歳より一寸出来がいいと多輝子は思っている。